# Mistrzostwa Europy w Wioślarstwie 2007 – jedynka kobiet
Jedynka kobiet (W1x) – konkurencja rozgrywana podczas Mistrzostw Europy w Wioślarstwie 2007 w Poznaniu między 21 a 23 września.

## Harmonogram konkurencji
| Wydarzenie                  | Runda         |
| --------------------------- | ------------- |
| Piątek, 21 września 2008    | Eliminacje    |
| Piątek, 21 września 2008    | Repasaże      |
| Sobota, 22 września 2008    | Półfinały A/B |
| Niedziela, 23 września 2008 | Finał C       |
| Niedziela, 23 września 2008 | Finał B       |
| Niedziela, 23 września 2008 | Finał A       |

## Medaliści
| Złoto           | Srebro             | Brąz           |
| Rumjana Nejkowa | Miroslava Knapková | Frida Svensson |

## Wyniki

### Eliminacje
Reguła kwalifikacji: 1-3 → PA/B, 4.. → R

#### Eliminacje 1
| Miejsce | Zawodnik           | Kraj   | Czas    | Uwagi |
| ------- | ------------------ | ------ | ------- | ----- |
| 1       | Miroslava Knapková | Czechy | 7:52,69 | PA/B  |
| 2       | Gabriella Bascelli | Włochy | 8:01,46 | PA/B  |
| 3       | Lina Šaltytė       | Litwa  | 8:11,19 | PA/B  |
| 4       | Kristīne Gosa      | Łotwa  | 8:15,86 | R     |
| 5       | Juliane Domscheit  | Niemcy | 8:21,36 | R     |

#### Eliminacje 2
| Miejsce | Zawodnik           | Kraj     | Czas    | Uwagi |
| ------- | ------------------ | -------- | ------- | ----- |
| 1       | Frida Svensson     | Szwecja  | 7:54,26 | PA/B  |
| 2       | Julija Lewina      | Rosja    | 7:57,15 | PA/B  |
| 3       | Sanne Beukers      | Holandia | 7:58,12 | PA/B  |
| 4       | Natalla Haurylenka | Białoruś | 8:11,52 | R     |

#### Eliminacje 3
| Miejsce | Zawodnik        | Kraj     | Czas    | Uwagi |
| ------- | --------------- | -------- | ------- | ----- |
| 1       | Rumjana Nejkowa | Bułgaria | 7:59,13 | PA/B  |
| 2       | Iva Obradović   | Serbia   | 8:03,86 | PA/B  |
| 3       | Katalin Szabó   | Węgry    | 8:11,38 | PA/B  |
| 4       | Roxane Gabriel  | Francja  | 8:12,71 | R     |

### Repasaże
Reguła kwalifikacji: 1-3 → PA/B, 4... → FC
| Miejsce | Zawodnik           | Kraj     | Czas    | Uwagi |
| ------- | ------------------ | -------- | ------- | ----- |
| 1       | Natalla Haurylenka | Białoruś | 8:11,70 | PA/B  |
| 2       | Kristīne Gosa      | Łotwa    | 8:12,66 | PA/B  |
| 3       | Roxane Gabriel     | Francja  | 8:14,02 | PA/B  |
| 4       | Juliane Domscheit  | Niemcy   | 8:14,70 | FC    |

### Półfinały A/B
Reguła kwalifikacji: 1-3 → FA, 4... → FB

#### Półfinały A/B 1
| Miejsce | Zawodnik           | Kraj     | Czas    | Uwagi |
| ------- | ------------------ | -------- | ------- | ----- |
| 1       | Miroslava Knapková | Czechy   | 7:46,49 | FA    |
| 2       | Rumjana Nejkowa    | Bułgaria | 7:48,97 | FA    |
| 3       | Julija Lewina      | Rosja    | 7:54,86 | FA    |
| 4       | Katalin Szabó      | Węgry    | 8:10,43 | FB    |
| 5       | Lina Šaltytė       | Litwa    | 8:13,11 | FB    |
| 6       | Kristīne Gosa      | Łotwa    | 8:18,37 | FB    |

#### Półfinały A/B 2
| Miejsce | Zawodnik           | Kraj     | Czas    | Uwagi |
| ------- | ------------------ | -------- | ------- | ----- |
| 1       | Frida Svensson     | Szwecja  | 7:45,41 | FA    |
| 2       | Sanne Beukers      | Holandia | 7:46,84 | FA    |
| 3       | Iva Obradović      | Serbia   | 7:47,09 | FA    |
| 4       | Gabriella Bascelli | Włochy   | 7:48,99 | FB    |
| 5       | Natalla Haurylenka | Białoruś | 8:10,10 | FB    |
| 6       | Roxane Gabriel     | Francja  | 8:22,84 | FB    |

### Finał C
| Miejsce | Zawodnik          | Kraj   | Czas | Uwagi |
| ------- | ----------------- | ------ | ---- | ----- |
| 1       | Juliane Domscheit | Niemcy |      |       |

### Finał B
| Miejsce | Zawodnik           | Kraj     | Czas    | Uwagi |
| ------- | ------------------ | -------- | ------- | ----- |
| 1       | Gabriella Bascelli | Włochy   | 7:57,07 |       |
| 2       | Katalin Szabó      | Węgry    | 8:04,60 |       |
| 3       | Natalla Haurylenka | Białoruś | 8:06,66 |       |
| 4       | Kristīne Gosa      | Łotwa    | 8:15,33 |       |
| 5       | Lina Šaltytė       | Litwa    | 8:16,65 |       |
| 6       | Roxane Gabriel     | Francja  | 8:25,29 |       |

### Finał A
| Miejsce | Zawodnik           | Kraj     | Czas    | Uwagi |
| ------- | ------------------ | -------- | ------- | ----- |
|         | Rumjana Nejkowa    | Bułgaria | 7:36,23 |       |
|         | Miroslava Knapková | Czechy   | 7:39,46 |       |
|         | Frida Svensson     | Szwecja  | 7:49,29 |       |
| 4       | Iva Obradović      | Serbia   | 7:50,61 |       |
| 5       | Sanne Beukers      | Holandia | 7:55,50 |       |
| 6       | Julija Lewina      | Rosja    | 7:55,95 |       |